# تاج غراي
تاج غراي (بالإنجليزية: Taj Gray)‏ مواليد 14 مارس 1984 في ويتشيتا، هو لاعب كرة سلة أمريكي. بدأ مسيرته الاحترافية في سنة 2006.

## المسيرة الاحترافية
لعب مع شوليه باسكت في الدوري الفرنسي في موسم 2006–2007، ثم لعب مع باريس لوفالوا في موسم 2007–2008، ثم لعب مع إلان شالون في الدوري الفرنسي في موسم 2009–2010، ثم لعب مع سي بي مورسيا في الدوري الإسباني في موسم 2010–2011.

## روابط خارجية
- تاج غراي على موقع الاتحاد الدولي لكرة السلة (الإنجليزية)
- تاج غراي على موقع كرة السلة الأوروبية.كوم (الإنجليزية)
- تاج غراي على موقع كلية كرة السلة في سبورتس رفرنس.كوم (الإنجليزية)
- تاج غراي على موقع ريلجم (الإنجليزية)
- تاج غراي على موقع بروبوليرز (الإنجليزية)
- تاج غراي على موقع سبورتس رفرنس (الإنجليزية)